# حارة حق باز (ذمار)
حارة حق باز هي إحدى حارات مدينة ذمار التابعة لمحافظة ذمار، بلغ تعداد سكانها 3,309 نسمة حسب تعداد اليمن لعام 2004.